# Lavtarski Vrh
Lavtarski Vrh – wieś w Słowenii, w gminie miejskiej Kranj. W 2018 roku liczyła 20 mieszkańców. 